# Pietrowskoje (rejon korieniewski)
Pietrowskoje (ros. Петровское) – wieś (ros. деревня, trb. dieriewnia) w zachodniej Rosji, w sielsowiecie szeptuchowskim rejonu korieniewskiego w obwodzie kurskim.

## Geografia
Miejscowość położona jest nad rzeką Kriepna (dopływ Sejmu), 7,5 km od centrum administracyjnego sielsowietu szeptuchowskiego (Szeptuchowka), 20,5 km od centrum administracyjnego rejonu (Korieniewo), 76,5 km od Kurska.

## Demografia
W 2010 r. miejscowość zamieszkiwało 21 osób.